# Cantone di Coligny
Il Cantone di Coligny era una divisione amministrativa dell'arrondissement di Bourg-en-Bresse con capoluogo Coligny.
A seguito della riforma approvata con decreto del 13 febbraio 2014, che ha avuto attuazione dopo le elezioni dipartimentali del 2015, è stato soppresso.

## Composizione
Comprendeva 9 comuni:
- Beaupont
- Bény
- Coligny
- Domsure
- Marboz
- Pirajoux
- Salavre
- Verjon
- Villemotier